# Le Pot de colle
Pour plus de détails, voir Fiche technique et Distribution.
Le Pot de colle est un téléfilm français réalisé par Julien Seri en 2009 et diffusé en 2010 à la télévision.

## Synopsis
Richard Maurand est le maire de Bezons dans laquelle il est également gérant d'un magasin d'antiquités.
Au retour d'un voyage au cours duquel il a acheté des statuettes pour un ami, il est gêné sur la route par le conducteur d'une camionnette.
Le véhicule, conduit par Jean-Bernard Hollier, gérant d'une entreprise de dératisation, quitte brusquement la route et va finir sa course dans une rivière.
Maurand s'arrête et va porter secours à Jean-Bernard qui se montre extrêmement reconnaissant de lui avoir sauvé la vie... alors que sa voiture ne baignait que dans 50 cm d'eau.
Maurand laisse Jean-Bernard accomplir les dernières formalités pour le dépannage de sa voiture et va apporter les statuettes à son ami.
Celui-ci lui propose de les payer en liquide (il sort même des billets de son coffre-fort) mais Richard préfère avoir un chèque.
Plus tard, Richard est à nouveau confronté à Jean-Bernard, qui se montre toujours aussi reconnaissant envers lui et ne sait comment faire pour le remercier et lui prouver sa gratitude.
Richard va consentir à faire un effort et c'est avec sa compagne, Caroline, qu'il se rend un soir chez Jean-Bernard et sa femme, qui se prénomme également Caroline, pour dîner. Lassé des histoires de dératisation et de taupes dont le saoule son hôte, Richard prétexte un soudain mal au ventre et le couple prend congé.
Reste que Jean-Bernard ne souhaite pas en rester là et qu'il tient à accomplir un service pour Richard afin de le remercier de ce qu'il a fait pour lui.
C'est Caroline, la compagne de Richard, qui va lui souffler l'idée : puisque Jean-Bernard tient tellement à faire quelque chose pour lui, autant lui confier un acte d'une grande importance afin qu'il soit bien mis en valeur et que cet acte compense le sauvetage accompli par Richard.
Richard monte alors "un char" à Jean-Bernard, lui jouant la comédie en soupçonnant qu'on puisse les espionner et lui demande de se rendre à Bruxelles pour récupérer une mallette dont le contenu doit rester secret.
En réalité, Richard a un ami collectionneur qui doit lui fournir des revues automobiles des années 1960 qu'un pensionnaire de la maison de retraite, ancien maire du village, lui réclame à chaque rencontre. Plutôt que de les expédier par La Poste, Richard demande à son ami d'entrer dans son jeu et de glisser les revues dans la mallette que Jean-Bernard va venir récupérer, tout en lui laissant croire que quelque chose de beaucoup plus important se trouve à l'intérieur...
Jean-Bernard accepte la mission et fonce vers Bruxelles au volant de la voiture de Richard, que ce dernier a consenti à lui prêter à contre-cœur.
Arrivé sur place, Jean-Bernard récupère la mallette mais manque de faire un malaise chez l'ami de Richard qui se dépêche de l'appeler pour le prévenir. Richard appelle alors Jean-Bernard sur son portable et lui ordonne de dormir sur place.
Jean-Bernard se présente à la réception d'un grand hôtel et se fait naïvement aborder par une prostituée visiblement intéressée par la mallette et son contenu., Dans un premier temps, celle-ci le traîne jusque dans le bar de son patron afin de le faire consommer du champagne à outrance, puis, dans un deuxième temps, lui subtilise sa mallette, Jean-Bernard, sous l'effet de l'alcool, ayant laissé entendre l'importance de son contenu.
Mais la prostituée se fait tabasser par son patron, qui lui reproche la tentative de vol, craignant d'attirer l'attention de la police. Ce dernier récupère la fameuse mallette et découvre à l'intérieur les magazines automobiles.
C'est alors que Jean-Bernard, qui a retrouvé ses esprits, vient rôder dans le bureau du patron du bar et le voit en train de compter des billets de banque à côté d'une mallette ouverte.
Au vu de la scène, Jean-Bernard pense que les billets étaient à l'origine dans sa mallette.
Il se saisit alors d'une batte de baseball, tabasse le patron, récupère sa mallette avec les billets, s'enfuit et rentre au village.
Richard récupère alors ce qu'il croit être sa mallette et s'empresse, sans même l'ouvrir, de l'apporter au pensionnaire de la maison de retraite.
Celui-ci ouvre alors la mallette et découvre le matelas de billets qui se trouve à l'intérieur.
Il se garde bien de faire une quelconque remarque et, une fois seul, il met son plus bel habit et va accomplir le rêve qu'il a en tête depuis longtemps : s'acheter une belle et grosse voiture.
Plus tard, Richard comprend qu'il s'est passé quelque chose au cours du voyage à Bruxelles. Au cours d'une conversation avec Jean-Bernard, celui-ci lui parle des billets qui se trouvaient à l'intérieur de la mallette.
Jean-Bernard avoue tout : l'hôtel, la fille, le vol de la mallette, la bagarre avec le patron du bar et le retour avec une mallette pleine de billets.
Pour tenter de rattraper le coup, Jean-Bernard appelle alors le patron du bar et lui propose de venir chez le maire récupérer son argent en échange des magazines.
Richard et Jean-Bernard pénètrent alors par effraction dans la maison de retraite pour tenter de récupérer la mallette dans la chambre du pensionnaire.
C'est alors qu'ils apprennent que celui-ci est à l'infirmerie à cause d'un accident de voiture - la voiture achetée avec les billets.
Entre-temps, le patron du bar et son homme de main sont arrivés chez Monsieur le Maire et ont pris sa femme en otage.
Richard repense alors à sa première visite chez son ami qui voulait lui payer les statuettes en liquide.
Toujours flanqué de Jean-Bernard, il pénètre chez l'ami en question pour lui ouvrir son coffre et récupérer de l'argent en liquide.
Ce que Richard ignore, c'est que cette personne vient de faire installer un système de surveillance et qu'une caméra est dissimulée dans l'œil de l'animal empaillé qui surplombe le coffre.
L'argent sous le bras, Richard rentre chez lui, rend l'argent aux ravisseurs qui libèrent sa femme et lui rendent les fameux magazines.
Mais le patron du bar a toujours une dent contre Jean-Bernard, qui lui a cassé le bras.
Celui-ci surgit alors et à la suite d'une nouvelle bagarre, Jean-Bernard récupère l'arme de l'homme de main et blesse à nouveau le patron du bar !
Richard met les deux ravisseurs dehors, sous la menace de l'arme, puis il conseille à Jean-Bernard de quitter le village, de partir loin avec femme et enfants pour éviter les représailles des ravisseurs.
Toute la petite famille a pris la route mais soudain, Jean-Bernard fait demi-tour. Il court déranger Richard pendant le Conseil Municipal pour lui faire part d'un détail : la caméra qui était dissimulée dans l'œil de l'animal empaillé et qui a dû les filmer pendant qu'ils cambriolaient le coffre-fort.
Sur ces entrefaites, la police fait également irruption dans la Mairie.
En effet, Bernard Duclos, adversaire de Richard aux prochaines élections municipales a flairé quelque chose de louche.
Il a fait le rapprochement entre le cadeau de Richard au pensionnaire de la maison de retraite et le fait que celui-ci se soit acheté le jour-même une voiture de luxe.
Accompagné d'un inspecteur de police, il s'est rendu dans la chambre du pensionnaire mais Jean-Bernard les avait devancés et avait posé bien en évidence les magazines automobiles qui auraient dû se trouver dans la mallette.
Pour couronner le tout, l'inspecteur a visionné la vidéo filmée par la caméra qui surplombait le coffre-fort et Richard a été formellement reconnu comme étant l'auteur du forfait !
Pour se sortir de cette situation délicate, Jean-Bernard brandit son arme à feu (celle qu'il avait prise à l'homme de main dans la maison de Richard), oblige toutes les personnes présentes dans la salle du Conseil Municipal à se mettre à terre et Richard et lui détalent à toutes jambes.
Six mois plus tard... tout le monde a trouvé refuge dans une petite maison isolée dans la campagne, propriété de Jean-Bernard et tellement perdue que personne ne peut la trouver.
Les deux hommes pêchent à la ligne tandis que leurs femmes papotent, la compagne de Richard présentant un magnifique ventre arrondi qui présage l'arrivée d'un enfant.
C'est alors qu'un homme vient troubler la quiétude de l'endroit.
Le pauvre a eu un accident de voiture, il s'est perdu, et après avoir erré dans la forêt, il a fini par tomber sur cette maison et souhaite remercier Richard de l'avoir sauvé !
Mais cette fois-ci, Richard ne s'y laissera pas prendre, il ne va pas recommencer tout ce qu'il a enduré avec Jean-Bernard et il jette le pauvre homme à la rivière !
Fin !

## Fiche technique
- Réalisateur : Julien Seri
- Scénario : Jean-Paul Bathany et Frédéric Proust
- Musique : David Reyes
- Durée : 88 minutes
- Date de diffusion : 6 avril 2010 sur M6
- Pays :  France

## Distribution
- François Berléand : Richard Maurand
- Edouard Montoute : Jean-Bernard Hollier
- Gwendoline Hamon : Corinne Maurand
- Charlie Dupont : Bernard Duclos
- Hubert Saint-Macary : le patron du bar
- Chloé Hxauflaire : Corinne Hollier
- Frédéric Proust : Bouise
- Tadrina Hocking : Élodie